# Войцешин (Люблінське воєводство)
Войцешин (пол. Wojcieszyn) — село в Польщі, у гміні Белжиці Люблінського повіту Люблінського воєводства.
Населення — 204 особи (2011).
У 1975-1998 роках село належало до Люблінського воєводства.

## Демографія
Демографічна структура станом на 31 березня 2011 року:
|          | Загалом | Допрацездатний вік | Працездатний вік | Постпрацездатний вік |
| -------- | ------- | ------------------ | ---------------- | -------------------- |
| Чоловіки | 101     | 26                 | 64               | 11                   |
| Жінки    | 103     | 21                 | 56               | 26                   |
| Разом    | 204     | 47                 | 120              | 37                   |